# Kevin Faulconer
Kevin Faulconer, né le 24 janvier 1967 à San José (Californie), est un homme politique américain, membre du Parti républicain et maire de San Diego de 2014 à 2020.

## Biographie

### Jeunesse et études
Natif de San José, Kevin Faulconer grandit à Oxnard. Il est diplômé en science politique de l'université d'État de San Diego.

### Débuts politiques à San Diego

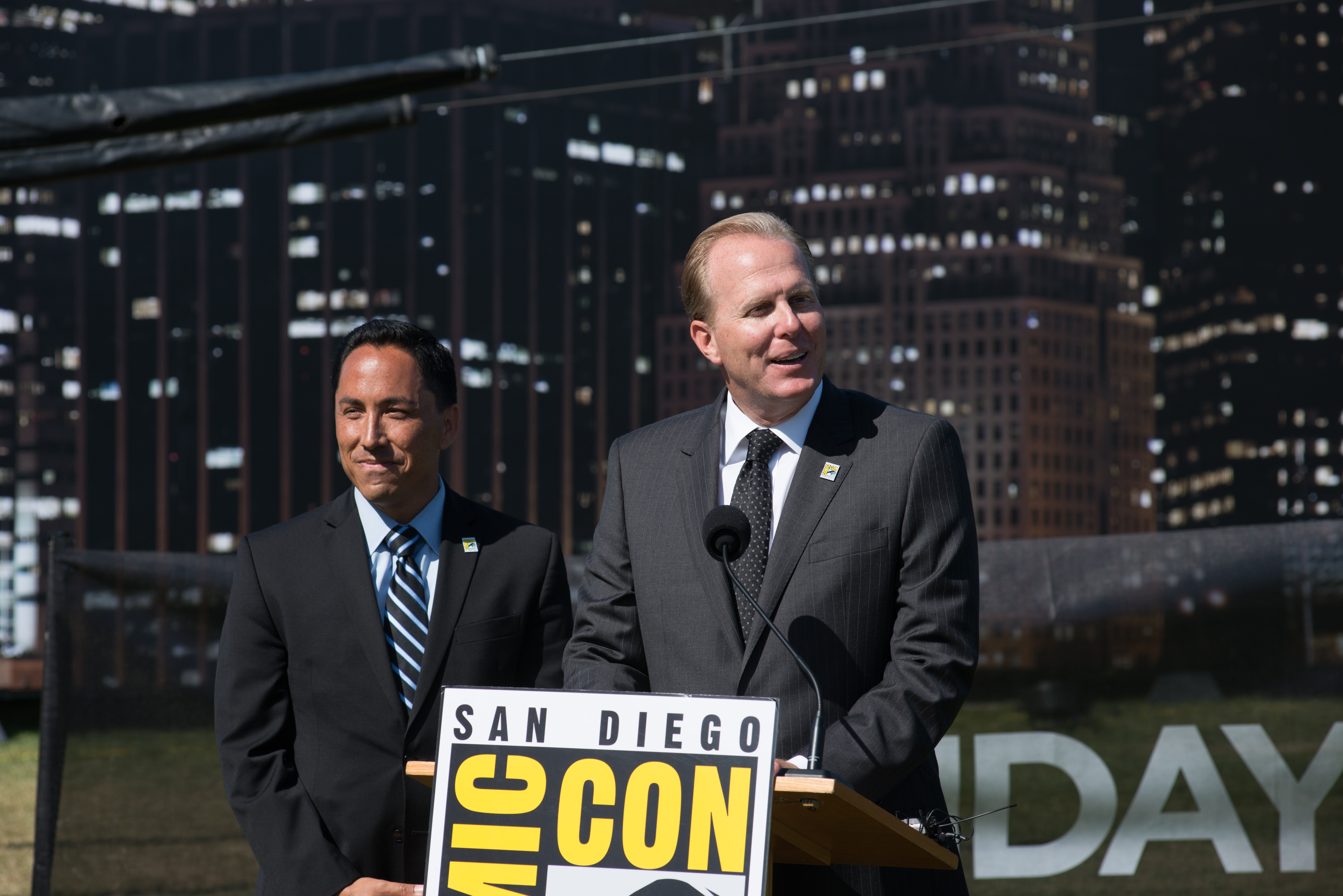
Kevin Faulconer et son successeur Todd Gloria au San Diego Comic-Con en 2014.

Élu au conseil municipal de San Diego pour le 2e district du 10 janvier 2006 au 3 mars 2014, Kevin Faulconer est élu maire de San Diego le 11 février 2014 face au démocrate David Alvarez, par 52,9 % des voix. Il entre en fonction le jour de sa démission de son mandat de conseiller municipal.

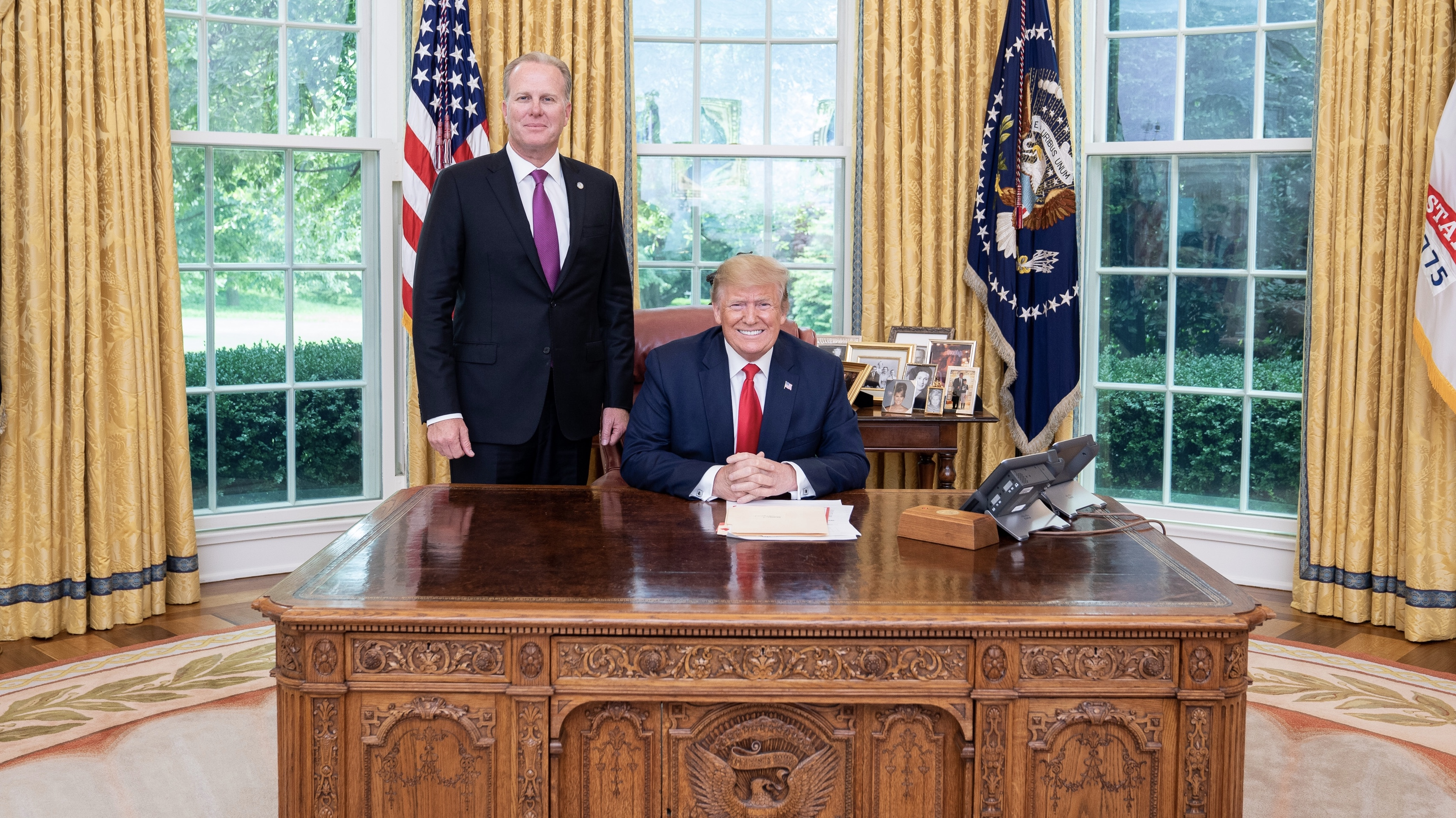
Faulconer et le président Donald Trump dans le Bureau ovale, en 2019.

Il succède ainsi à Bob Filner, qui présente sa démission le 30 août 2013, remplacé par intérim par Todd Gloria. Il est élu le 7 juin 2016 pour un mandat plein de quatre ans avec 57,2 % des voix. Il quitte ses fonctions le 10 décembre 2020, ne pouvant concourir à un troisième mandat.

### Candidature au poste de gouverneur
Kevin Faulconer est candidat à l'élection gouvernorale révocatoire de 2021 en Californie, bien qu'à l'approche du scrutin il soit devancé dans les sondages par Larry Elder en tant que principal candidat républicain,. Plus modéré qu'Elder, il est comparé aux gouverneurs Larry Hogan (Maryland) et Charlie Baker (Massachusetts), républicains populaires dans des États habituellement favorables aux démocrates.
Faulconer se montre initialement intéressé par le scrutin de 2022, avant d'inscrire son nom parmi les candidats visant à remplacer le démocrate Gavin Newsom, qui fait face à une procédure de rappel. Il se place troisième lors de l'élection avec 8 % des voix, loin derrière Larry Elder, avec 48,4 % des voix. Cependant, 61,8 % des électeurs rejettent la proposition de rappel et Gavin Newsom reste en poste. En mars 2022, Faulconer annonce qu'il renonce à se présenter à nouveau en novembre suivant.